# Хот Спрингс (Јужна Дакота)
Хот Спрингс (енгл. Hot Springs) град је у америчкој савезној држави Јужна Дакота.

## Демографија
По попису из 2010. године број становника је 3.711, што је 418 (-10,1%) становника мање него 2000. године.
| Група             | 2000.         | 2010.         |
| Белци             | 3.581 (86,7%) | 3.127 (84,3%) |
| Афроамериканци    | 16 (0,4%)     | 39 (1,1%)     |
| Азијати           | 15 (0,4%)     | 20 (0,5%)     |
| Хиспаноамериканци | 79 (1,9%)     | 77 (2,1%)     |
| Укупно            | 4.129         | 3.711         |